# 新庄厚信

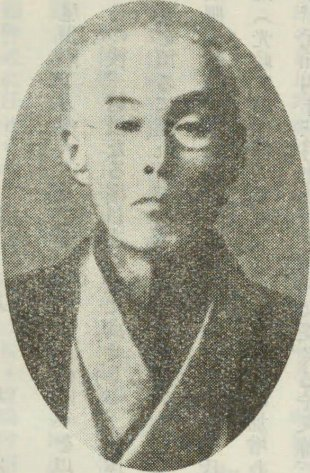
新庄厚信

新庄 厚信（しんじょう あつのぶ、天保5年4月17日（1834年5月25日） - 明治36年（1903年）3月8日）は、岡山県権令、岡山市長。通称は作右衛門、久左衛門。号は載庵。

## 経歴
岡山藩士奥坊主・友野久悦の二男として生まれ、同藩士新庄直虎の養子となった。尊王攘夷運動が盛んになると、諸藩の志士と交わった。1864年（元治元年）の禁門の変の際には、藩命を奉じて長州藩に赴き、藩主毛利敬親の入京を思いとどまらせた。その後、幕府が長州征討をおこすと、岡山藩の外交掛として斡旋に努めた。
1868年（明治元年）、徴士権弁事となり、翌年に柏崎県権知事となった。1871年（明治4年）に岡山県参事となり、1873年（明治6年）には岡山県権令となった。同年職を辞すが、1874年（明治7年）に置賜県権令に任命され、五等判事を兼ねた。しかし1876年（明治9年）、置賜県の廃止とともに官を辞した。同年、国立銀行条例が制定されると、士族の生活安定のため、岡山に第二十二国立銀行を創設し、頭取となった。岡山紡績所の設立にも尽力。
その後、1889年、市町村制が施行されると、岡山市会議員、市参事会員に選出された。さらに1890年（明治23年）には岡山市長に選出され、水害対策や教育事業に尽力した。墓所は岡山市東山霊園。